# Sam och Rai
Sam och Rai är två fiktiva varelser, två strumpor som håller på med film. Deras första framträdande var i filmen "Regissörerna" som vann nOO-festivalen på SFI (Svenska filminstitutet) 2006.
Efter det startade de en blogg på Aftonbladet som snabbt blev en av Sveriges mest besökta bloggar.
De har gjort ett tjugotal filmer som spridits över internet. På Aftonbladets videosajt mittklipp.se har de haft sina flesta tittare. De blev snabbt redaktionens favoriter och deras filmer länkades ofta från aftonbladet.se. Filmerna visades även flitigt på TV 7.
De startade även en trend på Darin Zanyars hemsida där de skrev sexnoveller om Darin under fan fiction-delen. http://www.aftonbladet.se/nojesbladet/article11244678.ab